# Dame Brune de Raynham Hall
La Dame Brune de Raynham Hall est un fantôme qui hanterait le manoir de Raynham Hall, dans le Norfolk, en Angleterre. Elle devient l'un des fantômes les plus connus du Royaume-Uni lorsque les photographes du magazine Country Life ont affirmé l'avoir photographié. La « Dame Brune » est appelée ainsi en raison de la robe de brocart marron qu'elle porte.

## L'identité du fantôme

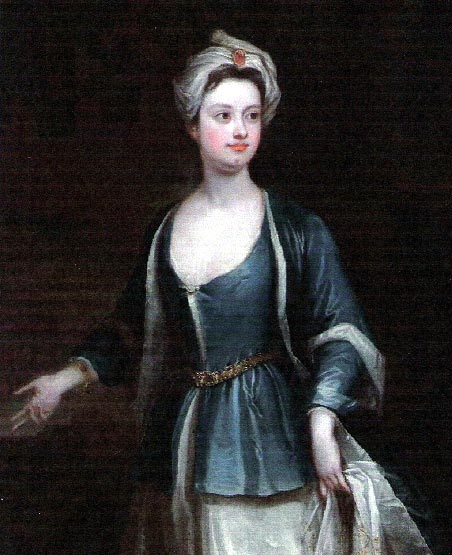
Dorothy Walpole par Charles Jervas

Selon la légende, la « Dame Brune de Raynham Hall » serait le fantôme de Dorothy Walpole (1686 - 1726), la sœur de Robert Walpole, souvent considéré comme le premier Premier Ministre de Grande-Bretagne. Elle est la seconde épouse de Charles Townshend, le second vicomte de Townshend, connu pour son tempérament violent. L'histoire raconte que lorsque Charles a découvert l'infidélité de sa femme avec Lord Wharton, il l'a punie en l'enfermant dans sa chambre dans le demeure familiale, Raynham Hall. Selon Mary Wortley Montagu, Dorothy aurait en réalité été piégée par la comtesse de Wharton. Elle aurait invité Dorothy chez elle pour quelques jours, sachant que son époux ne la laisserait jamais partir, même pas pour voir ses enfants. Dorothy reste au Raynham Hall jusqu'à sa mort en 1726 des suites de la variole.

## Les apparitions
La première apparition du fantôme est rapportée par Lucia C. Stone, lors d'un rassemblement au Raynham Hall pour Noël de l'année 1835. De nombreux invités sont présents au manoir pour les fêtes de Noël, dont le colonel Loftus. Loftus et Hawkins, un autre invité, ont déclaré avoir vu la « Dame Brune » une nuit, alors qu'ils se rendaient dans leurs chambres, remarquant en particulier la robe brune ancienne qu'elle portait. La nuit suivante, Loftus déclare l'avoir vu à nouveau, affirmant plus tard qu'il a été attiré par les orbites vides du spectre, sombres sur un visage rayonnant. Les témoignages de Loftus conduisent certains membres du personnel à quitter le manoir définitivement,.

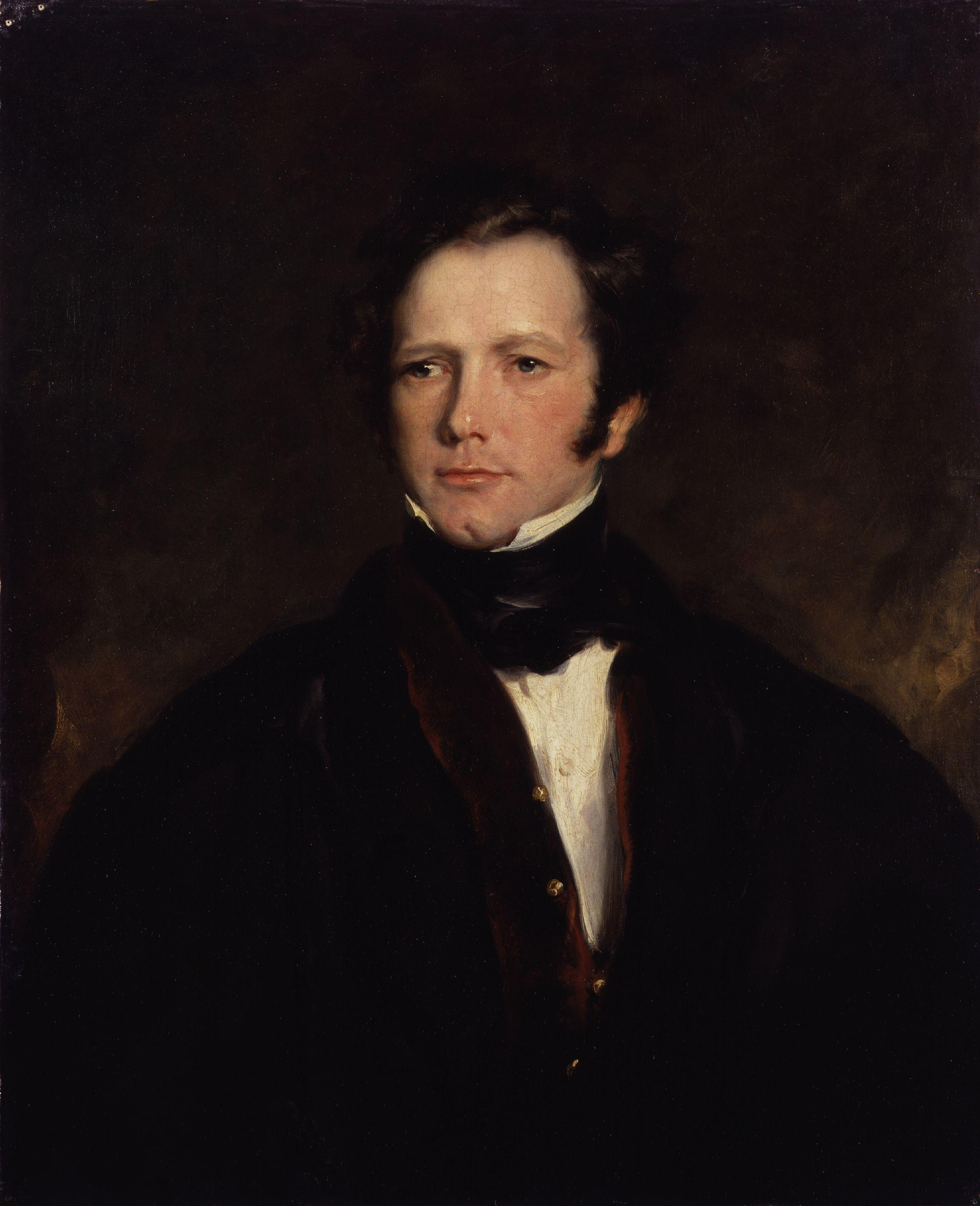
Frederick Marryat prétend avoir vu la « Dame Brune » en 1836

L'apparition suivante a lieu en 1836, et est observée par le capitaine Frederick Marryat, un ami du romancier Charles Dickens. Marryat aurait demandé à passer la nuit dans la chambre la plus hantée du manoir, afin de prouver sa théorie selon laquelle la hantise est causée par des contrebandiers locaux soucieux d'éloigner les gens de la région. En 1891, Florence Marryat, sa fille, écrit au sujet de l'expérience menée par son père :

« ... il prit possession de la chambre dans laquelle était accroché le portrait de Dorothy, dans laquelle elle avait été vue plusieurs fois, et il dormit chaque nuit avec un revolver chargé sous son oreiller. Pendant deux jours, cependant, il ne vit rien, et le troisième devait être le dernier de son séjour. La troisième nuit, cependant, deux jeunes gens (neveux du baron), toquèrent à sa porte alors qu'il se préparait à aller se coucher, lui demandèrent de venir dans leur chambre (qui était à l'autre bout du couloir) et de leur donner son avis sur un nouveau pistolet qui venait d'arriver de Londres. Mon père était en chemise et pantalon, mais comme il se faisait tard et que tout le monde était parti se reposer sauf eux, il décida de les accompagner sans se changer. Alors qu'ils quittaient la chambre, il prit son revolver, et dit en plaisantant : « au cas où vous rencontreriez la Dame Brune ». Une fois l'inspection du pistolet faite, les jeunes gens, dans le même esprit, déclarèrent qu'ils raccompagneraient mon père à sa chambre, « au cas où vous rencontreriez la Dame Brune », ont-ils répété, en plaisantant. Les trois messieurs repartirent donc en compagnie.
Le couloir était long et sombre, les lumières étant éteintes, mais alors qu'ils atteignirent le milieu, ils virent la lueur d'une lampe venir vers eux depuis l'autre extrémité. « L'une des dames se rend aux crèches », murmura le jeune Townshend à mon père. Dans ce couloir, les portes des chambres se faisaient face, et chaque chambre avait une double porte, avec un espace entre les deux, comme c'est le cas dans de nombreuses demeures anciennes. Mon père, comme je l'ai dit, était simplement en chemise et pantalon, et sa modestie naturelle le mit mal à l'aise, il se « glissa » donc dans l'une des portes « extérieures » (son ami suivant l'exemple), pour se cacher le temps que la dame passe devant lui.
Je l'ai entendu décrire la façon dont il l'observait s'approcher de plus en plus près, à travers l'entrebâillement de la porte jusqu'à ce que, alors qu'elle était assez proche pour distinguer les couleurs et le style de sa tenue, il reconnut sa silhouette comme le fac-similé du portrait de la « Dame Brune » accroché dans sa chambre. Il avait ses doigts sur la gâchette de son revolver et s'apprêtait à lui demander de s'arrêter et donner la raison de sa présence ici, lorsque la silhouette s'arrêta d'elle-même juste devant la porte derrière laquelle il se tenait, et, portant à ses traits la lampe allumée qu'elle portait, lui adressa un sourire malicieux et diabolique. Ce geste exaspéra tellement mon père, qui était loin d'être un agneau, qu'il s'élança dans le couloir d'un bond et tira en plein dans le visage de la jeune femme. La silhouette disparut aussitôt - silhouette que « trois » hommes avaient observé ensemble pendant plusieurs minutes - et la balle traversa la porte extérieure de la chambre située de l'autre côté du couloir et se logea dans le panneau de la porte intérieure. Mon père n'a plus jamais essayé d'interférer avec la « Dame Brune de Raynham Hall ». »

Lady Townshend a déclaré que la « Dame Brune » avait été vue également en 1926, lorsque son fils et son ami ont affirmé avoir vu un fantôme dans les escaliers, l'identifiant comme le portrait de Lady Dorothy Walpole.
Depuis la rencontre de Marryat avec la « Dame Brune », ses apparitions se sont raréfiées. Certains prétendent qu'elle hante désormais les propriétés voisines de Houghton Hall et Sandringham House.

## Le magazineCountry Life

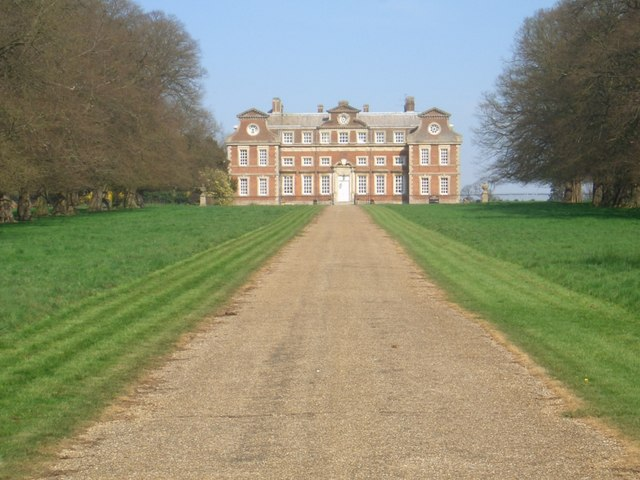
Raynham Hall

Le 19 septembre 1936, le Capitaine Hubert C. Provand, un photographe londonien travaillant pour le magazine Country Life, et son assistant, Indre Shira, prennent des photos de Raynham Hall pour un article. Ils ont déjà pris une photo de l'escalier principal et s'apprêtent à en prendre une autre lorsque Shira aperçoit « une forme vaporeuse prenant progressivement l'apparence d'une femme » descendant les escaliers dans leur direction. Sous la direction de Shira, Provand retire rapidement le couvercle de l'objectif pendant que Shira appuie sur le déclencheur pour activer le flash de l'appareil photo. Plus tard, lorsque le négatif est développé, la célèbre image de la « Dame Brune » est révélée. Le récit de leur expérience est publié dans le Country Life le 26 décembre 1936 avec la photo de la « Dame Brune ». La photographie ainsi que le récit de la prise sont également publiés le 4 janvier 1937 dans le magazine Life.
Peu de temps après, l'enquêteur paranormal reconnu Harry Price, interroge Provand et Shira et déclare ensuite : « Je dois dire que j'ai été impressionné. On m'a raconté une histoire parfaitement simple : Monsieur Indre Shira a vu l'apparition descendre les escaliers au moment précis où la tête du Capitaine Provand était sous le drap noir. Un cri, et le couvercle était enlevé de l'appareil et le flash est apparu, avec pour résultat ce que nous voyons aujourd'hui. Je ne pouvais pas défaire leur histoire, et je n'avais pas le droit de ne pas les croire. Seule une conspiration entre les deux hommes pourrait expliquer le fantôme s'il s'agit d'un faux. Le négatif est totalement innocent de tout trucage. ».

## Réactions sceptiques
Certaines critiques affirment que Shira a truqué l'image en mettant de la graisse ou une autre substance sur l'objectif prenant la forme d'une silhouette, ou bien qu'il était descendu lui-même des escaliers pendant une exposition. D'autres affirment que l'image est une double exposition accidentelle ou que de la lumière a pénétré dans l'appareil photo,.
Joe Nickell écrit qu'un examen détaillé de la photo montre des signes de double exposition. John Fairley et Simon Welfare ont écrit : « il y a une ligne pâle au-dessus de chaque marche, ce qui indique qu'une photo a été superposée à une autre ; une tache de lumière réfléchie en haut de la rampe de droite apparaît deux fois. ».
Le magicien John Booth écrit que la photo pouvait être facilement dupliquée par des méthodes naturalistes. Booth demande au magicien Ron Wilson de se couvrir d'un drap de lit et de descendre le grand escalier du Magic Castle à Hollywood, en Californie. L'image fantomatique ainsi obtenue ressemblait beaucoup à la photographie de Raynham Hall.
D'autres critiques soulignent que l'image de la femme ressemble a une statue de la Vierge Marie, telle que l'on peut en trouver dans n'importe quelle église catholique, la tache claire couvrant le tiers inférieur de l'image et ressemblant à un  « V » inversé étant très révélatrice, car le vêtement extérieur qui la recouvre descend de chaque côté. Aussi, la tête est couverte, les mains semblent être rassemblées comme pour une prière, et le piédestal carré ou rectangulaire sur lequel elle se tient est clairement visible. Ceci suggère fortement une simple superposition d'une statue de la Vierge sur des escaliers vides.